# Igor Wladimirowitsch Lutschizki

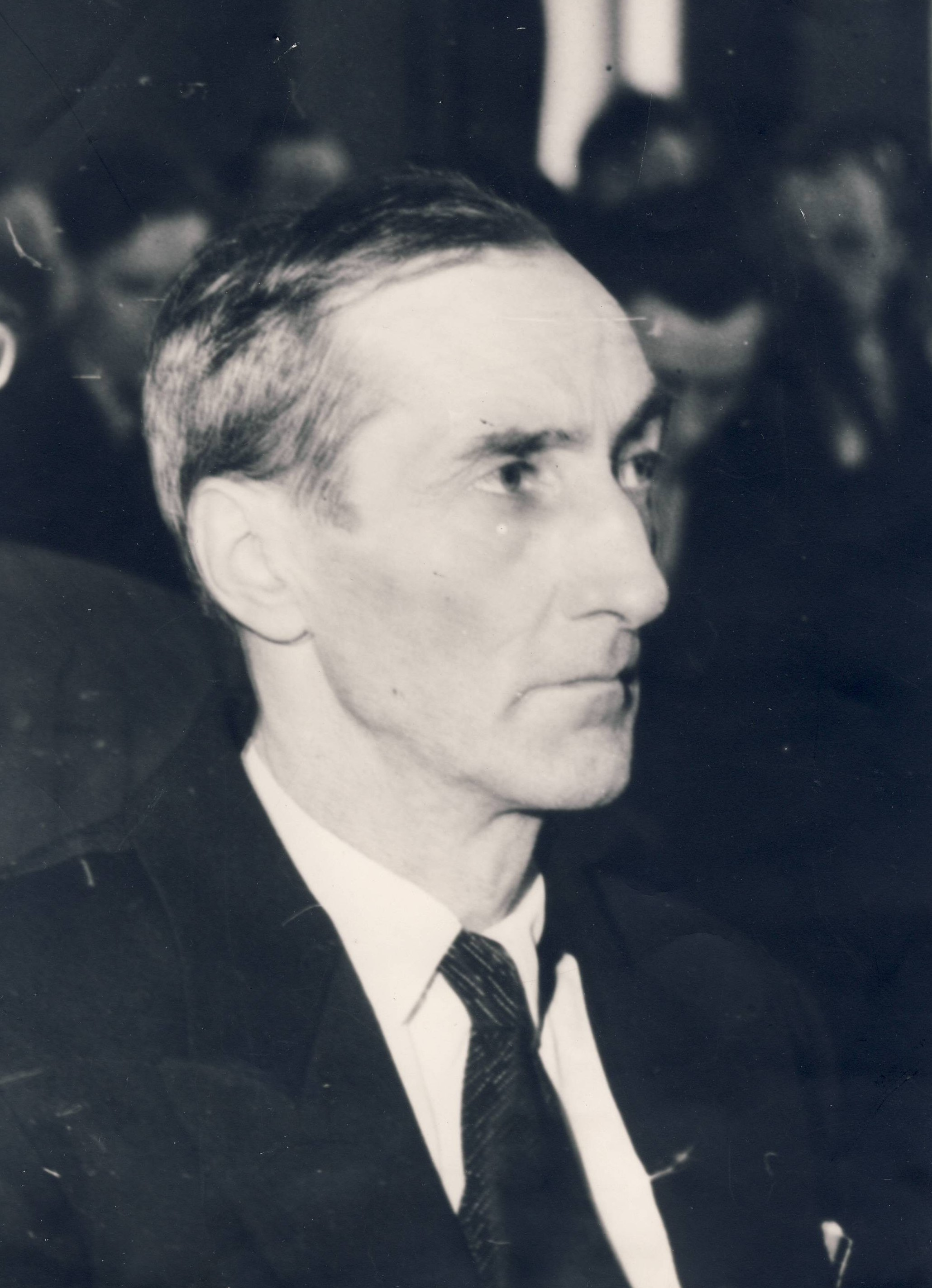
Igor Wladimirowitsch Lutschizki (1970)

Igor Wladimirowitsch Lutschizki (russisch Игорь Владимирович Лучицкий; * 10. Apriljul. / 23. April 1912greg. in Warschau; † 30. September 1983 in Moskau) war ein sowjetischer Geologe und Hochschullehrer.

## Leben
Lutschizki, Sohn des Geologen Wladimir Iwanowitsch Lutschizki und Enkel des Historikers Iwan Lutschyzkyj, studierte am Moskauer Institut für Geologische Prospektion mit Abschluss 1936. Darauf wurde er Assistent am Lehrstuhl für Allgemeine Geologie der Fakultät für Geographie der Universität Moskau (MGU). Seit 1934 war er wissenschaftlicher Mitarbeiter des Allunionsinstituts für mineralische Rohstoffe.
1937 wurde Lutschizki wissenschaftlicher Mitarbeiter des Instituts für Geologische Wissenschaften der Akademie der Wissenschaften der UdSSR (AN-SSSR) und führte geologische Untersuchungen in Osttransbaikalien durch.
1940 wurde Lutschizki zur Roten Armee eingezogen und nahm am Deutsch-Sowjetischen Krieg teil. In der Kalininer Front war er als Sergeant Abteilungskommandeur. In der Südwestfront war er Technik-Leutnant und Leiter des chemischen Dienstes des 122. Pontonbrückenbataillons. Am 9. Oktober 1943 geriet er in deutsche Gefangenschaft. Am 14. April 1945 wurde er von der Ninth United States Army aus dem Lager Bernburg befreit. Die spezielle Überprüfung durch sowjetische Behörden erfolgte dann in Dresden und Newel, worauf er im 7. Gardereserveschützenregiment der Gorki-Division diente. Im November 1945 wurde er in die Reserve entlassen.
Im Dezember 1945 wurde Lutschizki wieder wissenschaftlicher Mitarbeiter des Instituts für Geologische Wissenschaften und Assistent an der MGU. 1946 verteidigte er mit Erfolg seine Dissertation über die Charakteristika des Vulkanismus in Osttransbaikalien für die Promotion zum Kandidaten der geologisch-mineralogischen Wissenschaften.
Im Frühjahr 1949 wurde Lutschizki aufgrund einer Denunziation der Prawda-Korrespondentin A. F. Schestakowa verhaftet im Zusammenhang mit dem Krasnojarsker Geologen-Prozess wie auch Alexei Alexandrowitsch Balandin, Jakow Samoilowitsch Edelstein, Iossif Fjodorowitsch Grigorjew, Alexander Grigorjewitsch Wologdin, Michail Petrowitsch Russakow, Michail Michailowitsch Tetjajew, Wladimir Michailowitsch Kreiter, Lew Iossifowitsch Schamanski, Wjatscheslaw Wjatscheslawowitsch Bogazki, Wladimir Klimentjewitsch Kotulski, Alexander Jakowlewitsch Bulynnikow, Jewgeni Ossipowitsch Pogrebizki, Boris Fjodorowitsch Speranski, Wenedikt Andrejewitsch Chachlow, Felix Nikolajewitsch Schachow und weitere Geologen.  Am 28. Oktober 1950 wurde Lutschizki von der Sonderkonferenz des NKWD nach Artikel 58 des Strafgesetzbuches der RSFSR wegen Sabotage bei der Suche nach Uranvorkommen in Sibirien zur Arbeitslagerhaft verurteilt. Als Häftling arbeitete er nun in der Jenisseistroi zunächst als Leiter des Mineralogisch-Petrographischen Zentrallaboratoriums und ab 1951 als Chefgeologe der Krasnojarsker Expedition. Er führte Untersuchungen zur Stratigraphie, zum Vulkanismus und zu den Devon-Kupfervorkommen in den Minussinsker Gebirgstälern durch. Nach Stalins Tod wurde Lutschizkis Verurteilung 1954 aufgrund fehlender Beweise aufgehoben, und er wurde freigelassen.
Nach seiner Freilassung leitete Lutschizki den Lehrstuhl für Petrographie der Universität Czernowitz 1956 wurde er Leiter des Krasnojarsker Verbundlaboratoriums für Geologie und mineralische Rohstoffe. 1957 verteidigte er mit Erfolg seine Doktor-Dissertation über Vulkanismus und Tektonik in den Devon-Tälern des Minussinsker Beckens für die Promotion zum Doktor der geologisch-mineralogischen Wissenschaften 1958.
Ab 1961 arbeitete Lutschizki im Institut für Geologie und Geophysik der Sibirischen Abteilung (SO) der AN-SSSR in Nowosibirsk. Ab 1963 leitete er dort das Laboratorium für experimentelle Tektonik. Er untersuchte die Thermodynamik der Verformungsvorgänge der Gesteine im Erdinnern, womit er die Basis für die Paläovulkanologie schuf.
1964 wurde Lutschizki zum Professor ernannt. Er leitete nun den Lehrstuhl für Allgemeine Geologie der Staatlichen Universität Nowosibirsk (NGU) und hielt Vorlesungen über Geotektonik, Strukturgeologie und Paläovulkanologie. 1968 wurde er zum Korrespondierenden Mitglied der AN-SSSR gewählt.
Ab 1968 arbeitete Lutschizki in der Sowjetisch-Mongolischen Expedition und führte petrographische und geologische Untersuchungen durch. Er erstellte die ersten geologischen Karten der Mongolei.
1979 wechselte Lutschizki in das Lithosphäreninstitut der AN-SSSR in Moskau. Er gründete dort die Abteilung für Paläovulkanologie und erstellte paläovulkanologische Karten.
Lutschizki war verheiratet in 1. Ehe mit der Geologin Marina Sergejewna Nagibina und in 2. Ehe mit der Geologin Anna Iwanowna Anatoljewa, mit der er die Tochter Swetlana Igorewna Lutschizkaja bekam.

## Ehrungen, Preise
- Medaille „Sieg über Deutschland“ (1948)
- Ehrenzeichen der Sowjetunion (1967)
- Medaille „50 Jahre Mongolische Volksrepublik“ (1973)
- Orden der Oktoberrevolution (1975)
- Orden des Roten Banners der Arbeit (1975)
- Karpinski-Preis der Alfred Toepfer Stiftung F. V. S. (1976) für die zweibändige Monografie über die Grundlagen der Paläovulkanologie (1971)[4]
- Orden der Völkerfreundschaft (1982)